# 沈爱琳
沈爱琳（英語：Helen Seng Oi Lam，1989年9月8日—），香港女演员，曾为无綫电视基本藝人合約藝員。

## 簡歷
沈爱琳曾就讀香港道教聯合會圓玄學院第三中學，2009年毕业于第23期无綫电视艺员训练班，曾出演过多部电视剧，但以饰演小配角和跑龍套為主。2011年，她於該台处境喜剧《结·分@谎情式》裡饰演「姜兰兰（Nana）」一角而開始為人所知，這亦是其入行至今最多戲份的劇集。

## 演出作品

### 電視劇（無綫電視）
| 首播   | 劇名                 | 角色                                |
| 2008年 | 畢打自己人           | 助 手（第173集）                    |
| 2008年 | 畢打自己人           | 護 士（第182集）                    |
| 2009年 | 絕代商驕             | 曹文君                              |
| 2009年 | 老友狗狗             | 周小如                              |
| 2010年 | 老公萬歲             | Sally                               |
| 2010年 | 老公萬歲             | 舞蹈員（第1集）                     |
| 2010年 | 女王辦公室           | Mimi（第4集）                       |
| 2010年 | 掌上明珠             | 茶樓妹仔（第3集）                   |
| 2010年 | 蒲松齡               | 美 琪                               |
| 2010年 | 蒲松齡               | 畫坊女工（第2、3集）                |
| 2010年 | 談情說案             | 葉安琪                              |
| 2010年 | 談情說案             | 研究生（第17集）                    |
| 2010年 | 情越雙白線           | 學 生（第6集）                      |
| 2010年 | 女人最痛             | 女 友（第14、15集）                 |
| 2010年 | 女人最痛             | 少女模特兒（第16集）                |
| 2010年 | 公主嫁到             | 星 兒（第1集）                      |
| 2010年 | 翻叮一族             | 護 士（第5集）                      |
| 2010年 | 讀心神探             | 唱片公司職員（第5集）               |
| 2010年 | 刑警                 | 軍裝警員                            |
| 2010年 | 依家有喜             | 琴（第8、22、33、42集）             |
| 2010年 | 誘情轉駁             | 女客人（第2集）                     |
| 2010年 | 居家兵團             | 護 士（第6集）                      |
| 2011年 | 隔離七日情           | 晶助手                              |
| 2011年 | 魚躍在花見           | 助 手（第4集）                      |
| 2011年 | 魚躍在花見           | 江映月（青年）                      |
| 2011年 | Only You 只有您      | 名 媛（第12、13集）                 |
| 2011年 | 誰家灶頭無煙火       | 社區中心導師（第46集）              |
| 2011年 | 誰家灶頭無煙火       | 女助手（第76集）                    |
| 2011年 | 誰家灶頭無煙火       | 女同學（第96集）                    |
| 2011年 | 點解阿Sir係阿Sir     | 唐思雅（第1 - 5集）                 |
| 2011年 | 怒火街頭             | 靚 女（第1集）                      |
| 2011年 | 怒火街頭             | 記 者（第2集）                      |
| 2011年 | 真相                 | 護 士（第17 - 20集）                |
| 2011年 | 潛行狙擊             | 護 士（第15、16集）                 |
| 2011年 | 不速之約             | 服裝售貨員（第3集）                 |
| 2011年 | 法證先鋒III          | 伴 娘（第1、2集）                   |
| 2011年 | 荃加福祿壽探案       | 街 坊（第18集）                     |
| 2011年 | 结·分@谎情式         | 姜蘭蘭（Nana）                      |
| 2011年 | 我的如意狼君         | 酒店職員（第10集）                  |
| 2012年 | 換樂無窮             | 記 者（第2集）                      |
| 2012年 | 缺宅男女             | Amy                                 |
| 2012年 | 缺宅男女             | 銀行職員（第11 - 13、19、20、30集） |
| 2012年 | 4 In Love            | 美 女（第6、7集）                   |
| 2012年 | 4 In Love            | 酒 客（第10、12、14集）             |
| 2012年 | On Call 36小時       | 林瑩芝                              |
| 2012年 | 東西宮略             | 丹（第4集）                         |
| 2012年 | 當旺爸爸             | 店 員（第9集）                      |
| 2012年 | 耀舞長安             | 長安百姓                            |
| 2012年 | 愛·回家              | Jane（第83集）                      |
| 2012年 | 心戰                 | 酒 客（第10集）                     |
| 2012年 | 心戰                 | 病 人（第12 - 14集）                |
| 2012年 | 心戰                 | 女 模（第16、18、25集）             |
| 2012年 | 飛虎                 | 少女模特兒（第8集）                 |
| 2012年 | 護花危情             | 良 女（第17集）                     |
| 2012年 | 回到三國             | 雜耍女（第10集）                    |
| 2012年 | 回到三國             | 新野村百姓（第15 - 20集）           |
| 2012年 | 怒火街頭2            | 老 師（第8集）                      |
| 2012年 | 造王者               | 小 翠（第6 - 10、19、21、25集）     |
| 2012年 | 巴不得媽媽...        | 大學生（第19集）                    |
| 2012年 | 天梯                 | 姜艷萍鵲友                          |
| 2012年 | 雷霆掃毒             | 花店店員（第18、19集）              |
| 2012年 | 名媛望族             | 名 妓（第12 - 14集）                |
| 2012年 | 大太監               | 妓 女                               |
| 2012年 | 幸福摩天輪           | Vanessa（第7集）                    |
| 2012年 | 法網狙擊             | 易會友前女友（第9集）               |
| 2012年 | 法網狙擊             | 保險經紀（第21集）                  |
| 2013年 | 老表，你好嘢！       | 阿 紅（青年）（第20集）             |
| 2013年 | 初五啟市錄           | 若 詩（第1、8、9、20集）            |
| 2013年 | 戀愛季節             | 護 士（第10集）                     |
| 2013年 | 戀愛季節             | 看 護（第12集）                     |
| 2013年 | 心路GPS              | 接待處職員（第14集）                |
| 2013年 | 女警愛作戰           | 酒 客（第1集）                      |
| 2013年 | 仁心解碼II           | 林颂恩（青年）（第21 - 25集）       |
| 2013年 | 情越海岸線           | Judy Hui（第23 - 25集）             |
| 2013年 | 好心作怪             | 護 士（第3集）                      |
| 2013年 | 好心作怪             | 公關小姐（第9集）                   |
| 2013年 | 好心作怪             | 好易辦廣告演員（第11集）            |
| 2013年 | 熟男有惑             | 大學生（第13集）                    |
| 2013年 | 熟男有惑             | 義 工（第16集）                     |
| 2013年 | 衝上雲霄II           | 接待員（第24、30、36、40集）        |
| 2013年 | 神鎗狙擊             | Kitty（第11、14、22、24集）         |
| 2013年 | 巨輪                 | 金毛玲（第19、20、22、29、30集）    |
| 2013年 | 法外風雲             | 傅雪蕊（Carol）                     |
| 2013年 | On Call 36小時II     | 林瑩芝                              |
| 2013年 | My盛Lady             | 健身中心職員（第1集）               |
| 2013年 | 舌劍上的公堂         | 紫 嫣（第5、6集）                   |
| 2013年 | 貓屎媽媽             | 職 員（第5集）                      |
| 2014年 | 單戀雙城             | 主 持                               |
| 2014年 | 單戀雙城             | 頒獎女子（第16集）                  |
| 2014年 | 守業者               | 秋 月（第15 - 17集）                |
| 2014年 | 叛逃                 | 主 播（第7、24、25集）              |
| 2014年 | 叛逃                 | 電視新聞主播（第10集）              |
| 2014年 | 叛逃                 | 報道員（第13集）                    |
| 2014年 | 女人俱樂部           | 護 士（第1集）                      |
| 2014年 | 點金勝手             | 棱銳職員（第13、15、20、23、25集）  |
| 2014年 | 寒山潛龍             | 雲 來（羅蠗）                       |
| 2014年 | 我們的天空           | 雜誌社職員（第1、4、6、8集）        |
| 2014年 | 我們的天空           | 記 者（第3、9集）                   |
| 2014年 | 載得有情人           | 註校護士（第2、3集）                |
| 2014年 | 使徒行者             | 護 士（第14、16、17集）             |
| 2014年 | 大藥坊               | Susie                               |
| 2014年 | 再戰明天             | 楊莉莉                              |
| 2014年 | 老表，你好hea！      | 娛樂記者（第7、10、26集）           |
| 2014年 | 名門暗戰             | 天秘書                              |
| 2014年 | 八卦神探             | 關公嫂（第7集）                     |
| 2014年 | 宦海奇官             | 郭巧功                              |
| 2015年 | 師奶MADAM            | 琳（第1、3、5集）                   |
| 2015年 | 師奶MADAM            | 街 坊（第6、19、20集）              |
| 2015年 | 衝線                 | Joanna                              |
| 2015年 | 水髮胭脂             | 派對女郎（第20集）                  |
| 2015年 | 以和為貴             | 車房女客（第7集）                   |
| 2015年 | 以和為貴             | 同 學（第8、9集）                   |
| 2015年 | 華麗轉身             | 少 女（第17集）                     |
| 2015年 | 愛·回家              | 林玉露（少年）                      |
| 2015年 | 愛·回家              | Irene                               |
| 2015年 | 鬼同你OT             | Wing                                |
| 2015年 | 樓奴                 | 女 客（第1集）                      |
| 2015年 | 樓奴                 | Ivy（第6 - 9集）                    |
| 2015年 | 收規華               | 妓 女                               |
| 2015年 | 陪著你走             | 女 子（第19集）                     |
| 2015年 | 張保仔               | 虎 嫂                               |
| 2015年 | 無雙譜               | 段家婢女                            |
| 2015年 | 東坡家事             | 妓 女                               |
| 2015年 | 刀下留人             | 小 琴                               |
| 2016年 | 愛情食物鏈           | Carrie                              |
| 2016年 | 公公出宮             | 初 四                               |
| 2016年 | 警犬巴打             | 職 員（第11集）                     |
| 2016年 | 潮流教主             | 記 者（第16集）                     |
| 2016年 | EU超時任務           | 護 士（第6集）                      |
| 2016年 | 愛·回家之八時入席    | 林雪娜（Anne）                      |
| 2016年 | 火線下的江湖大佬     | 年青人（第2、3集）                  |
| 2016年 | 火線下的江湖大佬     | 學 員（第4 - 6集）                  |
| 2016年 | 殭                   | 學 生（第33集）                     |
| 2016年 | 純熟意外             | 美 女（第7集）                      |
| 2016年 | 一屋老友記           | 𡃁 模（第11 - 16集）                |
| 2016年 | 為食神探             | 福爾摩批（第14集）                  |
| 2016年 | 律政強人             | 秘 書                               |
| 2016年 | 巨輪II               | 新聞報導員（第19集）                |
| 2016年 | 來自喵喵星的妳       | 周詠兒（Wing）                      |
| 2016年 | 幕後玩家             | 秘 書（第19集）                     |
| 2017年 | 味想天開             | 凡粉絲（第14集）                    |
| 2017年 | 財神駕到             | 空 姐（第14集）                     |
| 2017年 | 乘勝狙擊             | 職 員（第14、17、19、20集）         |
| 2017年 | 愛·回家之開心速遞    | Jessie                              |
| 2017年 | 我瞞結婚了           | 啤酒妹（第3集）                     |
| 2017年 | 與諜同謀             | 職員乙（第11集）                    |
| 2017年 | 全職沒女             | 來 賓（第2集）                      |
| 2017年 | 全職沒女             | Judy（第10集）                      |
| 2017年 | 全職沒女             | 晞替身（第12集）                    |
| 2017年 | 心理追兇 Mind Hunter | 護 士（第8 - 21集）                 |
| 2017年 | 同盟                 | 秘 書（第10 - 22集）                |
| 2017年 | 老表，畢業喇！       | Kristy（第2 - 9集）                 |
| 2017年 | 雜警奇兵             | 記 者（第5、6集）                   |
| 2017年 | 誇世代               | 投資銀行家                          |
| 2017年 | 降魔的               | 護 士（第15集）                     |
| 2017年 | 溏心風暴3            | 阿 滿（第1、2、5、12、26、40集）    |
| 2017年 | 性在有情             | 侍 應（第6、9、13集）               |
| 2018年 | 三個女人一個「因」   | 舞 伴（第1、2集）                   |
| 2018年 | 三個女人一個「因」   | 接待員（第3、4集）                  |
| 2018年 | 波士早晨             | 店 員（第12集）                     |
| 2018年 | 翻生武林             | 妓 女（第1、15集）                  |
| 2018年 | 棟仁的時光           | 穎                                  |
| 2018年 | 宮心計2深宮計        | 宮 婢                               |
| 2018年 | BB來了               | 小 三（第13集）                     |
| 2018年 | 特技人               | 冰助手（第8、12、17、21集）         |
| 2018年 | 再創世紀             | 證管會人員（第29、30集）            |
| 2018年 | 跳躍生命線           | Mary（第12集）                      |
| 2018年 | 是咁的，法官閣下     | 文理大學學生（第1、2、4、5集）      |
| 2018年 | 是咁的，法官閣下     | 記 者（第11集）                     |
| 2018年 | 兄弟                 | 接待員（第2集）                     |
| 2018年 | 大帥哥               | 滋心苑藝妓（第6、7、13、23集）      |
| 2019年 | 婚姻合伙人           | 記 者（第2、3、10、19-20集）        |
| 2019年 | 婚姻合伙人           | 新聞主播（第12集）                  |
| 2019年 | 白色強人             | 深切治療部護士（第2、6、10、13集）  |
| 2019年 | 包青天再起風雲       | 柳（第6集）                         |
| 2019年 | 包青天再起風雲       | 媚（第13、15集）                    |
| 2019年 | 她她她的少女時代     | 「DPC Fitness」教練（第19集）       |
| 2019年 | 街坊財爺             | 女 人（第12集）                     |
| 2019年 | 金宵大廈             | 同 事（第13集）                     |
| 2019年 | 解決師               | 花店老闆娘（第24集）                |
| 2020年 | 黃金有罪             | 職 員（第2集）                      |
| 2020年 | 黃金有罪             | 快達傳呼員工（第4、7、11、12集）    |
| 2020年 | 大醬園               | 嫻妹仔（第6、23集）                 |
| 2020年 | 法證先鋒IV           | 雲 姐（第26集）                     |
| 2020年 | 機場特警             | 護 士（第1、19集）                  |
| 2020年 | 機場特警             | 伴 娘（第25集）                     |
| 2020年 | 降魔的2.0            | 護 士（第1、5、12、19、25集）       |
| 2020年 | 迷網                 | 花（第9、11 - 14、23、25集）        |
| 2020年 | 殺手                 | 新聞主播（第29集）                  |
| 2020年 | 反黑路人甲           | 珠 女（第23集）                     |
| 2021年 | 愛美麗狂想曲         | 職 員                               |
| 2021年 | 大步走               | 店 主（第14集）                     |
| 2021年 | 一笑渡凡間           | 林威妻子（第4集）                   |
| 2021年 | 寶寶大過天           | LS 職員                             |
| 2021年 | 七公主               | 法庭書記（第5、14集）               |
| 2021年 | 把關者們             | 護 士（第4、18集）                  |
| 2021年 | 我家無難事           | Amanda 助手（第21 - 23集）          |
| 2021年 | 換命真相             | 中學生（第6、11集）                 |
| 2021年 | 星空下的仁醫         | 灌注師（第15集）                    |
| 2022年 | 異搜店               | 護 士（第13、14集）                 |
| 2022年 | 鐵拳英雄             | 李 嫻                               |
| 2022年 | 白色強人II           | 急症室護士                          |
| 2022年 | 黯夜守護者           | 霞                                  |
| 2022年 | 超能使者             | 秘 書（第12集）                     |

### 綜藝節目（無綫電視）
| 首播            | 節目名                          | 備註     |
| 2012年          | 瘋狂歷史補習社                  | 演出     |
| 2017年          | 齊癲大聖福祿壽                  | 演出     |
| 2018年          | big big channel失驚無神頒獎典禮 | 得獎者   |
| 2018年          | big big channel大公司周年慶     | 演出嘉賓 |
| big big channel |                                 |          |
| 2017年          | 傳說女神育成計劃                | 演出     |

### 電影
| 首映   | 電影名   | 角色 |
| 2010年 | 72家租客 |      |